# اليوسين فوفاناه
اليوسين فوفاناه (بالإنجليزية: Alusine Fofanah)‏ (21 نوفمبر 1997 بفريتاون في سيراليون - ) هو لاعب كرة قدم أسترالي في مركز الوسط. لعب مع نادي وسترن سيدني واندررز.

## روابط خارجية
- اليوسين فوفاناه على موقع الاتحاد الدولي (مؤرشف)  (الإنجليزية)
- اليوسين فوفاناه على موقع قاعدة بيانات كرة القدم.إي يو (الإنجليزية)
- اليوسين فوفاناه على موقع Soccerway.com (الإنجليزية)